# 서드스톤
서드스톤(영어: Third Stone)은 대한민국의 록 밴드이다. 밴드명은 지미 헨드릭스의 〈Third Stone From The Sun〉에서 가져왔다.

## 구성원
- 박상도 (박태앙, 1981년 12월 19일) - 보컬, 기타
- 안성용 (1988년생) - 드럼 (2008년, 2013년 ~ )
- 박진원 - 베이스 (2015년~)

### 이전 구성원
- 안성진 (1982년생) - 베이스 (2007년 ~ 2008년)
- 박상명 - 드럼 (2007년)
- 허문녕 - 베이스 (2009년 ~ 2011년)
- 김치성 - 드럼 (2009년 ~ 2011년)
- 한두수 - 베이스 (2013년 ~ 2015년)

## 음반 목록

### 앨범
- Third Stone (2007년)
- I'm Not A Blues Man (2009년)
- Psychemoon (2013년 11월 28일)
- 역병 (2021년)
- Psychiatric Hospital (2023년)

## 공연
- 러시 아워 콘서트 2 - 국카스텐, 서드스톤 (2011년 5월 13일, LG아트센터)
- 2013 안산밸리록페스티벌 출연
- 써드스톤 콘서트 (2014년 1월 10일, 살롱 바다비)
- 네이버뮤직 [이 주의 발견 - 원초적인 질감을 그대로 담은 역작] 선정 2013.12.26
- 네이버뮤직 [온스테이지 172th - 꿈틀대는 감각의 제국] 출연 2014.03.06
- EBS 스페이스 공감 출연
- 펜타포트 락 페스티벌2014 출연
- 펜타포트 락 페스티벌2014 출연
- 그린플러그드 페스티벌2014 출연
- 대한민국 라이브뮤직 페스티벌2014 출연
- MU:CON SEOUL 2014(서울국제뮤직페어 뮤콘) 글로벌 쇼케이스뮤지션 선정
- 영국 런던 Liverpool Soundcity Festival 2015 출연